# St. Sola (Solnhofen)

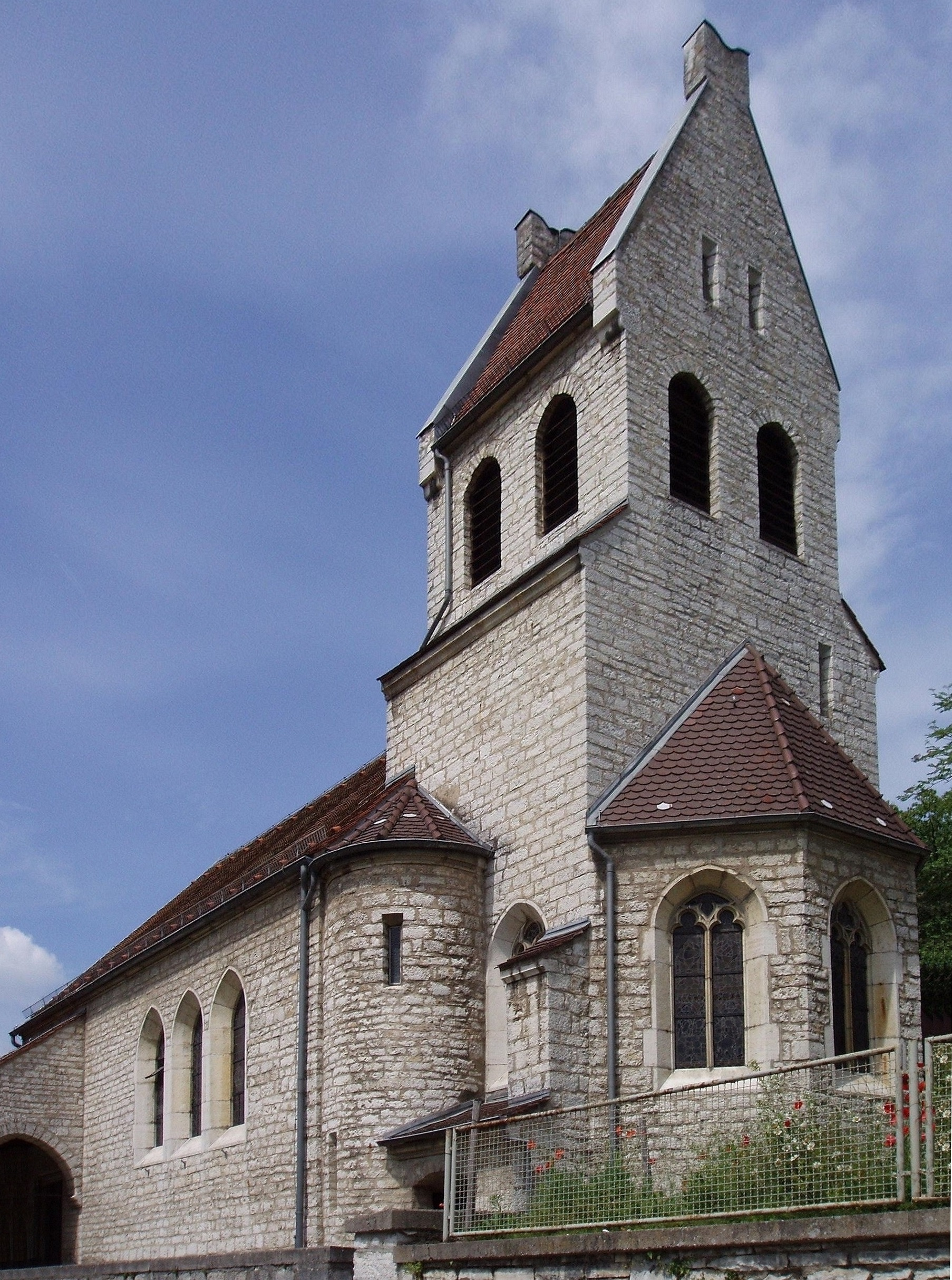
Die St.-Sola-Kirche

St. Sola ist eine katholische Kuratiekirche in Solnhofen im Landkreis Weißenburg-Gunzenhausen. Patron der Kirche ist der heilige Sola, der Namensgeber von Solnhofen, der in dieser Gegend missionierte und in der 1783 aufgegebenen Sola-Basilika auf dem gegenüberliegenden Altmühlufer bestattet war. Die Chorturmkirche ist unter der Denkmalnummer D-5-77-168-6 als Baudenkmal in die Bayerische Denkmalliste eingetragen.

## Geschichte
Solnhofen und die Sola-Basilika waren, wie das ganze Fürstentum Ansbach, im 16. Jahrhundert evangelisch geworden. Bis zum 19. Jahrhundert gab es in dem Ort keine katholische Kirche.
Der Expositus Zottmann aus Pappenheim bat am 20. Februar 1892 den Bischof von Eichstätt darum, eine Kapelle zum 1100. Todestag des Sola zu errichten. Nach der Zustimmung seitens des Bischofs und des königlichen Bezirksamtes Weißenburg wurde am 29. Januar 1902 ein Grundstück erworben. Erst nachdem genügend Geld gesammelt war, begann der Bau nach einem Entwurf von Friedrich Niedermayer im Frühjahr 1903. Die Grundsteinlegung fand am 9. August 1903 statt, die Weihe erfolgte am 29. Oktober 1905.
Während des Ersten Weltkriegs wurden 1917 zwei der drei Glocken eingeschmolzen. Im Zweiten Weltkrieg folgte die dritte Glocke. 1959 erwarb die Kirche drei neue Glocken von der Firma H. Hamm in Kaiserslautern.
Seit den 1930er Jahren verfügt die Kirche über einen Stromanschluss. 1951 erfolgte eine Renovierung, bei der unter anderem einige Malereien weiß überstrichen wurden. Am 1. September 1963 wurde St. Sola zur Kuratie erhoben. Zwischen 1970 und 1972 sowie 1983 fanden weitere Renovierungen statt. Zwischen 1989 und 1991 erfolgte die Außensanierung. Bei der Renovierung 1992 bis 1993 konnten die übermalten Wandgemälde wiederhergestellt werden.

## Bauwerk
Der neugotische Bau mit neuromanischen Formen ist eine Bruchstein-Saalkirche mit Satteldach. Die beiden Altäre schuf der Bildhauer Schreiner aus Regensburg. In der Chorwand befindet sich ein Gemälde, auf dem der heilige Sola mit der Kirche im Hintergrund zu sehen ist. Die Glasfenster stammen von der Königlich Bayerischen Hof-Glasmalerei Zettler in München. Links im Chorraum wird ein Sola-Reliquiar aufbewahrt. Die Reliquie ist ein Geschenk des Fuldaer Bischofs Christoph Florentius Kött an den Eichstätter Bischof bei dessen Besuch 1867 in Fulda. Spätgotische Plastiken stammen aus St. Lambertus in Treuchtlingen.